# 州
州（しゅう）は、行政区画の一種。
州の首都は州都・州府・州庁所在地などと、州の長は州知事・州長などと、州の行政府は州政府・州庁などと呼ばれる。

## 州と洲・島
洲とも書く。本来は州が中州を意味したが、州が行政区画も意味するようになったので、さんずいを加えて中州の意味を明らかにした字が洲である。しかし、古くから互いに通用できる。特に現代日本では、洲が常用漢字でないため、意味にかかわらず州と書くことが多い。また漢文においては、集落をつくれるほどの大きさのものを州、それよりも小さなものの場合を島として書き分けているが、いずれも「しま」と訓じている。
中国語では、現在でも洲は五大州（例：zh:大洋洲）の意味で使われており、日本語でも以前はそのように使われていた。

## 漢字圏の「州」

### 中国
古く周代には、2500戸からなる集落を州と呼んだ。
まもなく地域単位として用いられるようになり、一般に全土（天下）を九等分して九州と呼んだ。九州の名は異説が多いが、『書経』によれば、冀州・兗州・青州・徐州・豫州・荊州・揚州・雍州・梁州である。
後漢は3級制を敷き、州・郡・県の3段階の行政区画を置いた。全国を13州に分けて各州に刺史を置いた。その後の王朝も3級制を踏襲したが、隋の文帝は郡を廃止し、州・県の2級制とした。
隋の次の唐は郡を州と改名し、州（旧・郡）の上に道を設置した。その後、最大の行政単位は道（唐）・路（宋）などと変遷したが、その下の行政区分として州は存続した。977年、宋の太宗は全国の州を中央政府の直轄とし、知州事を派遣した。州府（州の役所が置かれた都市）の中には、広州、鄭州、杭州、蘭州、温州、福州など、現在も州の字を名に持つ都市が少なくない。
中華人民共和国の現行制度下では、州は、地区、地級市、盟とともに、地級行政区の一種であり、第一級行政区（省、自治区、直轄市）の下、県級行政区（県など）の上に位置づけられている。地級市は中国の全省および全自治区に設置されているのに対し、地区、州、盟は、分布に偏りがある。すなわち盟は内モンゴル自治区において、地区は黒竜江、貴州、甘粛、青海の諸省およびチベット自治区において、州は、新疆ウイグル自治区と、内地各省の少数民族地方に設置されている。すなわち、州と名のつく地方行政単位は例外なく、すべていずれかの少数民族の自治州となっている。

### 日本
日本でも令制国を中国風に通称して州と呼ぶことがあった。なお、州と書いて「くに」と訓ずることもあった。
個々の国を呼ぶときは、国名から1文字（多くの場合1文字目だが例外もある）を取り、例えば武蔵国なら「武州」、甲斐国なら「甲州」と呼ぶ。令制時に「前中後」や「前後」の国に分けられたが、前者には「越州」とも呼ぶ越前、越中、越後や、後者には「筑州」とも呼ぶ筑前国と筑後国がある。また、「野州」は下野国のみを意味し、上野国は「上州」と呼ぶ。完全なリストは令制国一覧を参照。
長野県歌「信濃の国」の歌い出し「信濃の国は十州に」の「十州」とは、信濃国に隣接する10国（越後、越中、上野、武蔵、甲斐、駿河、遠江、三河、美濃、飛騨）のことである。また「九州」の呼称も9国（豊前、豊後、筑前、筑後、肥前、肥後、日向、大隅、薩摩）からなっていたことに由来する。日本全土を六十余州と呼ぶのも、明治の改廃まで日本全土の国の数が68であったことに由来する。
日本統治時代の台湾では、1920年から1945年まで、行政区画として5州3庁が置かれた。これは内地の府県相当の行政区画で、州には台湾総督が任命する州知事が派遣された。（日領時代の樺太・台湾の州庁の英訳語は共に都道府県と同じ「prefecture」である。）

### その他
行政単位としての州は朝鮮でも新羅時代に導入された。
西暦757年（景徳王16年）に全国九州が確立し、高麗時代には「州」のつく地名が多数出現したが、李氏朝鮮時代にこれらは「山」・「川」のつく地名に再編された。
現在の韓国・北朝鮮で「州」のつく地名（慶州・光州・新義州など）がみられるのは、この名残である。
満州（満洲）は女真族系の諸国を統一して後金（後の清朝）を建てた建州女直の満洲語による自称国名であるマンジュ (Manju)への当て字「満洲」について、日本で常用漢字外の「洲」を「州」に置き換えた表記であり、行政区画の州とは無関係である。

## 翻訳語としての「州」
東アジアにおける地方行政単位としての州の用例から転じて、ある国家の中で、国家に直属し、広範な領域を持っていたり、高度な自治権を持っていたりする行政単位のことを、「県」ではなく「州」と訳す場合がある。特に、アメリカ合衆国やオーストラリアのステート (state) 、イタリアのレジョーネ (regione) 、カナダのプロヴィンス (province) 、ドイツのラント（連邦州） (Land) 、スイスのカントン (canton) / (Kanton) 、マレーシアのネゲリ（Negeri）のように一定の主権を持ち、連邦を構成する支国またはそれに匹敵する広域行政区画はほとんどの場合「州」と訳され、「県」と区別されることが多い。
中国の省やフランスの地域圏 (région) も州に相当すると考えられる。ただしすでに述べたとおり、中国の州は省と県の間であり、注意が必要である。
ベルギーではカントンは郡を表す言葉である。このため、各種の文献において訳者によっては、州でなく県と訳している場合がある。いずれにせよカントンは日本やフランスの地方自治とは制度が異なり、一概に州や県にあてはめることはできない。

## 仏教
州（洲）は、中州の意味から転じて、仏教の世界観において須弥山を取り巻いて存在する四つの陸地（島）を、漢訳して四洲と呼んだ。ここから州は大陸を指す語となり、アジア大陸を亜細亜洲と呼んだり、世界を六大州に分けて大陸を中心にその周辺の島嶼や海域を含む地域を州と呼ぶ。